# Aplomya metallica
Aplomya metallica là một loài ruồi trong họ Tachinidae.